# Campeonato Asiático de Atletismo de 2023 - 200 m feminino
A prova dos 200 metros feminino do Campeonato Asiático de Atletismo de 2023 foi disputada nos dias 15 e 16 de julho de 2023, no Estádio Nacional, em Banguecoque, na Tailândia.

## Recordes
Antes desta competição, os recordes mundiais e do campeonato nesta prova eram os seguintes:
|                       | Nome                     | Nacionalidade  | Tempo  | Local  | Data                   |
| --------------------- | ------------------------ | -------------- | ------ | ------ | ---------------------- |
| Recorde mundial       | Florence Griffith-Joyner | Estados Unidos | 21s 34 | Seul   | 29 de setembro de 1988 |
| Recorde do campeonato | Salwa Eid Naser          | Bahrein        | 22s 74 | Doha   | 24 de abril de 2019    |
| Recorde asiático      | Li Xuemei                | China          | 22s 01 | Xangai | 22 de outubro de 1997  |

Os seguintes recordes foram estabelecidos durante esta competição:
| Data        | Evento | Atleta         | Nacionalidade | Tempo  | Notas                 |
| ----------- | ------ | -------------- | ------------- | ------ | --------------------- |
| 16 de julho | Final  | Shanti Pereira | Singapura     | 22s 70 | Recorde do campeonato |

## Medalhistas
| Ouro                 | Prata                | Bronze          |
| Shanti Pereira (SIN) | Jyothi Yarraji (IND) | Li Yuting (CHN) |

## Cronograma
Todos os horários são locais (UTC+7)
| Data        | Hora  | Evento    |
| ----------- | ----- | --------- |
| 15 de julho | 09:00 | Bateria   |
| 15 de julho | 17:45 | Semifinal |
| 16 de julho | 16:35 | Final     |

## Resultados

### Bateria
Qualificação: 4 atletas de cada bateria  (Q) mais os  4 melhores qualificados (q).
Vento:
 Bateria 1: +0.1 m/s, Bateria 2: 0.0 m/, Bateria 3: -0.1 m/s, Bateria 4: -0.6 m/s
| Posição | Bateria | Atleta                   | Nacionalidade | Tempo | Notas           |
| ------- | ------- | ------------------------ | ------------- | ----- | --------------- |
| 1       | 3       | Remi Tsuruta             | Japão         | 23.72 | Q               |
| 2       | 3       | Jyothi Yarraji           | Índia         | 23.85 | Q               |
| 3       | 1       | Olga Safronova           | Cazaquistão   | 23.98 | Q               |
| 4       | 2       | Li Yuting                | China         | 23.99 | Q               |
| 5       | 4       | Kristina Knott           | Filipinas     | 24.04 | Q               |
| 6       | 1       | Aziza Sbaity             | Líbano        | 24.05 | Q               |
| 7       | 2       | Arisa Kimishima          | Japão         | 24.12 | Q               |
| 8       | 2       | Laylo Allaberganova      | Uzbequistão   | 24.15 | Q               |
| 9       | 3       | Trần Thị Yến Hòa         | Vietname      | 24.19 | Q               |
| 10      | 1       | Nur Afrina Mohamad Rizal | Malásia       | 24.29 | Q               |
| 11      | 4       | Shanti Pereira           | Singapura     | 24.33 | Q               |
| 12      | 4       | Mudhawi Al-Shammari      | Kuwait        | 24.51 | Q               |
| 13      | 3       | Athicha Petchakul        | Tailândia     | 24.57 | q               |
| 14      | 1       | Yuan Qiqi                | China         | 24.62 | q               |
| 15      | 2       | Elizabeth-Ann Tan        | Singapura     | 24.70 | q               |
| 16      | 4       | Jirapat Khanonta         | Tailândia     | 24.79 | q,              |
| 17      | 3       | Tsz To Li                | Hong Kong     | 24.88 |                 |
| 18      | 1       | Sin Ting Yau             | Hong Kong     | 24.91 |                 |
| 19      | 1       | Malika Rajabova          | Uzbequistão   | 25.09 |                 |
| 20      | 3       | Aliya Boshnak            | Jordânia      | 25.60 |                 |
| 21      | 4       | Ahnaa Nizaar             | Maldivas      | 25.73 | Recorde pessoal |
| 22      | 4       | Solongo Batbold          | Mongólia      | 25.97 | Recorde pessoal |
| 23      | 2       | Aishath Shaba Saleem     | Maldivas      | 27.17 | Recorde pessoal |
| 24      | 4       | Sharlot Abyad            | Jordânia      | 27.72 | Recorde pessoal |
| 99      | 1       | Hamideh Esmaeilnejad     | Irão          | DNS   |                 |
| 99      | 2       | Loi Im Lan               | Macau         | DNS   |                 |
| 99      | 2       | Esha Imran               | Paquistão     | DNS   |                 |

### Semifinal
Qualificação: 3 atletas de cada bateria  (Q) mais os  2 melhores qualificados (q).
Vento:
 Bateria 1: 0.0 m/s, Bateria 2: +0.1 m/
| Posição | Bateria | Atleta                   | Nacionalidade | Tempo | Notas           |
| ------- | ------- | ------------------------ | ------------- | ----- | --------------- |
| 1       | 2       | Jyothi Yarraji           | Índia         | 23.29 | Q,              |
| 2       | 2       | Remi Tsuruta             | Japão         | 23.47 | Q               |
| 3       | 2       | Shanti Pereira           | Singapura     | 23.51 | Q               |
| 4       | 1       | Li Yuting                | China         | 23.52 | Q,              |
| 5       | 2       | Kristina Knott           | Filipinas     | 23.54 | q               |
| 6       | 1       | Arisa Kimishima          | Japão         | 23.57 | Q               |
| 7       | 1       | Aziza Sbaity             | Líbano        | 23.75 | Q               |
| 7       | 1       | Olga Safronova           | Cazaquistão   | 23.75 | q               |
| 9       | 2       | Mudhawi Al-Shammari      | Kuwait        | 23.94 |                 |
| 10      | 1       | Trần Thị Yến Hòa         | Vietname      | 24.00 |                 |
| 11      | 2       | Yuan Qiqi                | China         | 24.00 |                 |
| 12      | 1       | Athicha Petchakul        | Tailândia     | 24.11 |                 |
| 13      | 2       | Laylo Allaberganova      | Uzbequistão   | 24.15 |                 |
| 14      | 1       | Nur Afrina Mohamad Rizal | Malásia       | 24.25 |                 |
| 15      | 2       | Jirapat Khanonta         | Tailândia     | 24.73 | Recorde pessoal |
| 16      | 1       | Elizabeth-Ann Tan        | Singapura     | 24.83 |                 |

### Final
A final ocorreu no dia 16 de julho às 16:35.
Vento: +0.1 m/s 
| Posição           | Raia | Atleta          | Nacionalidade | Tempo | Notas                 |
| ----------------- | ---- | --------------- | ------------- | ----- | --------------------- |
| Medalha de ouro   | 8    | Shanti Pereira  | Singapura     | 22.70 | Recorde do campeonato |
| Medalha de prata  | 3    | Jyothi Yarraji  | Índia         | 23.13 | Recorde pessoal       |
| Medalha de bronze | 5    | Li Yuting       | China         | 23.25 | Recorde pessoal       |
| 4                 | 1    | Kristina Knott  | Filipinas     | 23.39 |                       |
| 5                 | 4    | Remi Tsuruta    | Japão         | 23.48 |                       |
| 6                 | 7    | Olga Safronova  | Cazaquistão   | 23.63 |                       |
| 7                 | 2    | Aziza Sbaity    | Líbano        | 23.77 |                       |
| 8                 | 6    | Arisa Kimishima | Japão         | 28.00 |                       |

Legenda
| Recorde mundial       | Recorde mundial (World record)               |                       | Recorde africano                      | Recorde africano (African) |                                           | Q | Classificado por posição (Qualified) |
| Recorde do campeonato | Recorde do campeonato (Championship record)  | Recorde da América    | Recorde da América (Americas)         | q                          | Classificado por melhor tempo (Qualified) |   |                                      |
| Melhor marca do ano   | Melhor marca do ano (World leading)          | Recorde asiático      | Recorde asiático (Asian)              | DNS                        | Não largou (Did not start)                |   |                                      |
| Recorde nacional      | Recorde nacional (National record)           | Recorde europeu       | Recorde europeu (European)            | DNF                        | Não terminou (Did not finish)             |   |                                      |
| Recorde pessoal       | Recorde pessoal do atleta (Personal best)    | Recorde da Oceania    | Recorde da Oceania (Oceania)          | DSQ / DQ                   | Desclassificado (Disqualified)            |   |                                      |
| Recorde da temporada  | Recorde da temporada do atleta (Season best) | Recorde sul-americano | Recorde sul-americano (South America) | NM                         | Sem marca (No mark)                       |   |                                      |